# Kagenori Ueno
Kagenori Ueno (上野 景範, Ueno Kagenori, 8 janvier 1845 - 11 avril 1888) est consul du Japon en Grande-Bretagne de 1874 à 1879. En 1875, il participe aux négociations avec l'ambassadeur de l'empire ottoman à Londres relativement à la possibilité d'établir des relations diplomatiques entre la Turquie et le gouvernement japonais.